# Cuộc chiến Producer
Song Kram Nak Pun (tạm dịch: Cuộc chiến Producer hay Cuộc chiến những ngôi sao, tên tiếng Thái: เสงครามนักปั้น) là bộ phim truyền hình Thái Lan phát sóng 2 phần từ năm 2018 đến năm 2020.

## Nội dung
Phim là câu chuyện về cuộc chiến giữa hai nhà sản xuất Elle (L) (Lukkade) - nhà sản xuất được mệnh danh là bàn tay vàng, người đứng đằng sau sự thành công của các ngôi sao nổi tiếng nhất giới showbiz Thái và Pure (Bee) - nhà sản xuất được mệnh danh là bàn tay kẻ cướp, đã từng là cánh tay phải đắc lực và từng là người bạn thân của L và Pure sẵn sàng làm mọi thủ đoạn để cướp hết tất cả mọi thứ của L. Cả hai đã trở thành đối thủ cạnh tranh để dành lấy ngôi vị đứng đầu giới sản xuất trong showbiz. Nhưng cuối cùng cuộc chiến producer sẽ diễn ra như thế nào?

## Diễn viên
| Nhân vật chính                                 | Diễn viên                     | 1         | 2         |
| ---------------------------------------------- | ----------------------------- | --------- | --------- |
| Alin Seechatkaew (Elle / L)                    | Metinee Kingpayom             | ✔         | ✔         |
| Petra Phisutikul (Pure)                        | Namthip Jongrachatawiboon     | ✔         | ✔         |
| Taenkun Budsayakurn (Tan)                      | Puttichai Kasetsin            | ✔         | ✔         |
| Unyamanee Mahaphairoj (Mook)                   | Anchasa Mongkhonsamai         | ✔         | ✔         |
| Songkao Charoenpantiktul (Songprod)            | Jespipat Tilapornputt         | ✔         | ✔         |
| Rayinee Worawiboon (Rain)                      | Raviyanun Takerd              | ✔         | ✔         |
| Peesaeng Musonsri (Pee) (con rơi Elle)         | Porapat Srikajorn             | ✔         | ✔         |
| Botklon Charoenroj (Klon)                      | Aniporn Chalermburanawong     | ✔         | ✔         |
| Pranaai                                        | Kanokchat Munyadon            | ✔         | ✔         |
| Lipta Sangchaichot (Lip) (bạn gái cũ Songprod) | Chontida Asavahame            | ✔         |           |
| Eekborom Imprasong (Jin)                       | Sedthawut Anusit              | ✔         | ✔         |
| Nhân vật phụ                                   | Diễn viên                     | 1         | 2         |
| Pring (mẹ Rain)                                | Nahathai Pichitra             | ✔         | ✔         |
| Chun (bố đẻ Peesaeng)                          | Ruengrit McIntosh             | khách mời | ✔         |
| Best (bạn Peesaeng)                            | Jaruwat Cheawaram             | ✔         | ✔         |
| Platoo (trợ lý Elle)                           | Rusameekae Fagerlund          | ✔         | ✔         |
| Chae Yim                                       | Uan Rithoen                   | ✔         | ✔         |
| Sumpoi (chị Botklon)                           | Thongthong Mokjok             | ✔         | ✔         |
| Indy (trợ lý Mook)                             | Suttatip Wutchaipradit        | ✔         |           |
| Boot (mẹ Songprod)                             | Uthumporn Silaphan            | ✔         | khách mời |
| Patra (mẹ nuôi Peesaeng)                       | Watsana Phunphon              | ✔         | ✔         |
| Dui (bố nuôi Peesaeng)                         | Tee Doksadao                  | ✔         | ✔         |
| Cha (bố Botklon)                               | Yong Chernyim                 | ✔         |           |
| Hia Jo (phóng viên săn tin)                    | Marut Chunechomboon           | ✔         | ✔         |
| Wichian (bạn Taenkhun)                         | Joopjeep Chernyim             | ✔         | ✔         |
| Patimihan (trợ lý Songprod)                    | Piya Chanasattu               | ✔         | ✔         |
| Pew (thư ký Pure)                              | Komkhai Saengsak              | ✔         | ✔         |
| Nat (Giám đốc rạp hát của Fire Storm)          | Natha Lloyd                   |           | ✔         |
| Ploy Inprasong (mẹ Jin)                        | Nawanan Anoma                 | ✔         | ✔         |
| Nhân vật khách mời                             | Diễn viên                     | 1         | 2         |
| Techin (bố Lip)                                | Phutharit Prombandal          | ✔         | ✔         |
| Jin (bạn Songprod & Lip)                       | Darin Hansen                  | ✔         |           |
| Sammy                                          | Natchaya Mungnimit            | ✔         |           |
| นกแก้ว                                          | วรวร วารินทร์                   | ✔         |           |
| Fearla Marisa                                  | Thanapa Poomdit               | ✔         |           |
| Yim Athitiya (Chính mình)                      | Athitiya Kaufman              | ✔         |           |
| Ying Linpita (Chính mình)                      | Linpita Jindapoo              | ✔         | ✔         |
| Bright Norraphat (Chính mình)                  | Norraphat Vilaiphan           | ✔         |           |
| Phun Chitnarong (Chính mình)                   | Chitnarong Visessompark       | ✔         |           |
| Dara                                           | Anis Suwit                    | ✔         |           |
| Phóng viên đài One                             | ขจรกิติ์ พ้นภัย                    | ✔         | ✔         |
| Phóng viên đài One                             | Thema Kanchanapairin          | ✔         |           |
| Fon                                            | Punnissa Sirisang             | ✔         |           |
| Arm                                            | Nat Thephussadin Na Ayutthaya | ✔         |           |
| Yee (vợ Arm)                                   | Karnpitchar Ketmanee          | ✔         |           |
| Pu Kittipong (Chính mình)                      | Kittipong Pluempredaporn      | ✔         | ✔         |
| Off                                            | Chanathip Phisutereewong      | ✔         | ✔         |
| Diễn viên bên công ty L                        | พงศ์กฤษฏิ์ ศิริเบ็ญจา               | ✔         |           |
| Diễn viên bên công ty L                        | ทัตธน ใจแดง                    | ✔         |           |
| พิธีกรงานประกาศรางวัลมหาชน อวอร์ด ครั้งที่ 24          | ทินกร ภูวศักดิวงศ์                 | ✔         |           |
| ลุงเก็บขายของเก่า                                 | กฤษณ์ พุฒรังษี                    | ✔         |           |
| นักแสดงละคร หัวใจผู้พิทักษ์                           | จิระศักดิ์ เนินริมหนอง              | ✔         |           |
| พี่ทีมงานเบื้องหลังละคร                              | สกุนตลา ปีกจัตุรัส                 | ✔         |           |
| ลูกน้องทรงโปรด                                   | วีรวุฒิ เข้มแข็ง                   | ✔         |           |
| พี่อิ๊ด                                            | ธัญญาภัทร์ ธนโชติสวัสดิ์พร           | ✔         |           |
| ผู้กำกับการแสดง                                   | กิติโชค ปิ่นเกตุ (ยอดโต๋)           | ✔         |           |
| มือกล้องข่าวบันเทิง                                 | ดรัณภพ สุริยาวงษ์                 | ✔         |           |
| ตำรวจ                                          | จตุเดช เกษมลาวัณย์               | ✔         |           |
| ญาติของคนของคนที่แทนคุณขับรถชนเสียชีวิต                | พัฒน์ชนก เอี่ยมสะอาด              | ✔         |           |
| นักข่าวช่องวัน                                     | พีระวัฒน์ อัฐนาค                  | ✔         | ✔         |
| Charebelle Lanlalin (Chính mình)               | Lanlalin Tejasa Weckx         |           | ✔         |
| Wiboon (bạn Songprod)                          | Tinnapob Padoongtam           |           | ✔         |
| Oom                                            | Kamonet Inson                 |           | ✔         |
| พิธีกรงานประกาศรางวัลมหาชน อวอร์ด ครั้งที่ 25          | ณัฏฐ์ปวินท์ กุลกัลยาดี               |           | ✔         |
| Dara                                           | Araya Ketprayoon              |           | ✔         |
| Kong (MC chương trình trò chuyện với Echo)     | Kunakorn Kirdpan              |           | ✔         |
| Pair                                           | Pornphan Rerkatakarn          |           | ✔         |
| Gam Wichanyanee (Chính mình)                   | Wichayanee Pearklin           |           | ✔         |
| แหม่ม (นักแสดงประกอบในละครเพลิงพายุ)               | พลอยไพลิน ลิมปนเวทยานนท์         |           | ✔         |
| นักแสดงในสังกัดของเพียว                            | พิมพ์ลภัส จึงสุระ                  |           | ✔         |
| ตำรวจ                                          | ต่อตระกูล จันทิมา                 |           | ✔         |
| Neng Saran (Chính mình)                        | Saran Naraprasertkul          |           | ✔         |
| กรวิชญ์ สารสิน (กำปั่น)                             | กรวิชญ์ สารสิน                   |           | ✔         |
| Fern Nopjira (Chính mình)                      | Nopjira Lerkkajornnamkul      |           | ✔         |
| Toon Panisara (Chính mình)                     | Panisara Prinyarux            |           | ✔         |
| ณัฐเสฐ ทัพภะสุต (ณัฐ)                              | ณัฐเสฐ ทัพภะสุต                  |           | ✔         |

## Ca khúc nhạc phim
- นาทีที่ยิ่งใหญ่ (Nahtee Tee Ying Yai) - Klear
- ภาพเก่า (Pahp Gao) - Bie Sukrit
- ไม่ปล่อยมือ (Mai Bploy Meu) - Asanee Chotikul
- รักไปทำไม (Ruk Bpai Tummai) - Gam Wichayanee

## Rating
| Tập         | Phần 1 | Phần 2 |
| ----------- | ------ | ------ |
| 1           | 1.26   | 1.18   |
| 2           | 1.59   | 1.21   |
| 3           | 1.28   | 1.1    |
| 4           | 1.36   | 0.89   |
| 5           | 1.4    | 0.9    |
| 6           | 1.6    | 1.11   |
| 7           | 1.4    | 1.04   |
| 8           | 1.6    | 0.9    |
| 9           | 1.3    | 0.8    |
| 10          | 1.3    | 0.8    |
| 11          | 1.1    | 0.61   |
| 12          | 1.17   | 0.75   |
| 13          | 1.0    | 0.85   |
| 14          | 1.2    | 0.97   |
| 15          | 1.1    | 1.15   |
| 16          | 1.2    | 1.37   |
| 17          | 1.3    | 1.15   |
| 18          | 1.6    | 1.45   |
| 19          | 1.36   |        |
| 20          | 1.63   |        |
| 21          | 1.27   |        |
| 22          | 1.41   |        |
| 23          | 1.36   |        |
| 24          | 1.53   |        |
| 25          | 1.63   |        |
| 26          | 2.12   |        |
| Trung bình: | 1.39   | 1.01   |